# فرایگرایشت
فرایگرایشت (به آلمانی: Freigericht) یک شهر در آلمان است که در ماین-کینتسیگ واقع شده‌است. فرایگرایشت ۱۵٬۰۱۷ نفر جمعیت دارد.